# Alexander Hansa

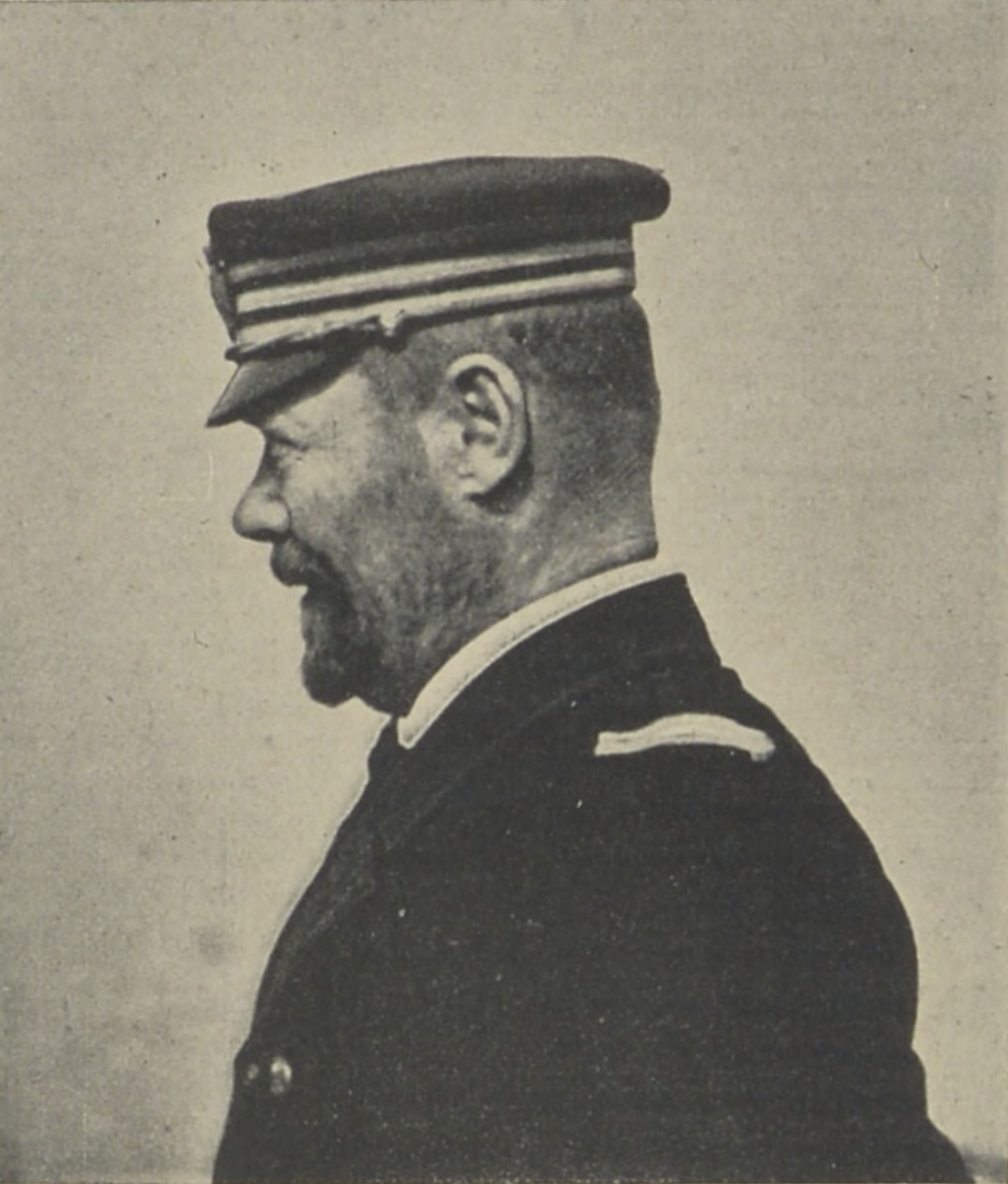
Hansa circa 1918

Anton Alexander Ignaz Friedrich Hansa (Theresienstadt, 16 settembre 1863 – Vienna, 4 novembre 1918) è stato un ammiraglio austriaco, che nel corso della sua carriera fu comandante dell'incrociatore protetto Leopard, dell'incrociatore leggero Admiral Spaun, e delle navi da battaglia Tegetthoff e Viribus Unitis. Dopo lo scoppio della prima guerra mondiale fu comandante della 5ª Divisione navale e poi della flottiglia incrociatori. Tra il 1 e il 3 febbraio 1918 fu tra i protagonisti della repressione dell'ammutinamento di Cattaro.

## Biografia

L'incrociatore leggero Admiral Spaun in navigazione.

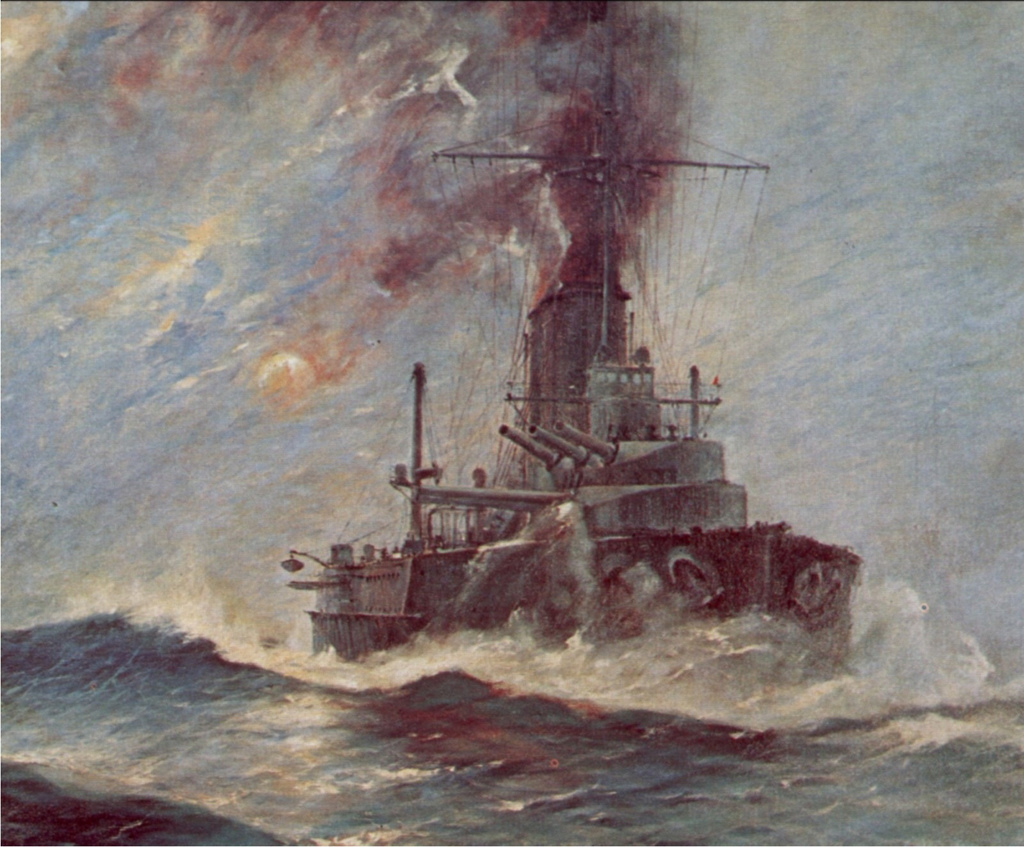
La nave da battaglia Viribus Unitis in navigazione.

Nacque a Theresienstadt il 16 settembre 1863. Arruolatosi nella k.u.k. Kriegsmarine, iniziò a frequentare la Marineakademie di Fiume da cui uscì nel 1882 come Seekadett di 2ª classe. Imbarcatosi sulla corvetta Erzherzog Friedrich ha preso parte a crociere nelle Indie Occidentali, Sud America e Sudafrica. Ancora una volta, ora come ufficiale sulla nave SMS Albatros, salpò per il Sud America e l'Africa occidentale e nel 1880 completò la sua specializzazione nei siluri. Con il grado di Linienschiffleutnant comandò l'incrociatore protetto Leopard, assegnato alla I Squadra navale del contrammiraglio Johann von Hinke, forte di nove navi, durante il blocco navale dell'isola di Creta effettuato dalle forze internazionali antiturche, comprendenti anche quelle di Inghilterra, Francia, Russia e Italia, dal 4 febbraio 1897 al 12 aprile 1898.
Promosso Fregattenkapitän, il 15 gennaio 1910 fu nominato comandante del nuovo incrociatore leggero Admiral Spaun, mantenendo tale incarico fino al settembre 1911. Tra il 27 marzo e l'aprile 1913 condusse le prove in mare della nuova corazzata Tegetthoff, e tra il 25 aprile 1913 e il marzo 1914 fu comandante della nave da battaglia Viribus Unitis. Nel 1914, con il grado di contrammiraglio, fu nominato comandante dell'Arsenale di Pola e dopo l'inizio della prima guerra mondiale divenne comandante della 5ª Divisione navale, composta dalle tre corazzate della classe Monarch, in sostituzione del contrammiraglio Wilhelm Richard Ritter von Barry. Il 4 marzo 1917, in sostituzione dell'ammiraglio Paul Fiedler, assunse il comando della flottiglia incrociatori, alzando la sua insegna sull'incrociatore corazzato Sankt Georg.
Il 15 maggio dello stesso anno una forza austro-ungarica composta da tre incrociatori leggeri e alcuni cacciatorpediniere di scorta, di ritorno da un importante attacco al canale di Otranto, fu intercettata da una più potente forza di navi da guerra alleate guidate dall'incrociatore leggero Dartmouth. Salpato con l'incrociatore corazzato Sankt Georg, due cacciatorpediniere e quattro torpediniere di scorta, per supportare le forze austriache, dopo aver ricevuto la notizia da un idrovolante che nove navi nemiche si trovavano nelle vicinanze della navi austro-ungariche ordinò alla nave da battaglia Budapest di prendere il largo con la scorta di tre torpediniere d'alto mare. Avvistato il fumo delle navi da guerra austro-ungariche in avvicinamento, le navi alleate invertirono la rotta e rientrarono in porto, mentre il Sankt Georg e la Budapest, con le rispettiva scorte rientrarono a Cattaro. Tra il 1 e il 3 febbraio 1918, insieme al suo aiutante di bandiera Egon Zipperer von Arbach, svolse un ruolo significativo nel reprimere la rivolta dei marinai nella baia di Cattaro, e il 1 maggio successivo venne promosso viceammiraglio. Il 1 settembre dello stesso anno fu messo a riposo, e si spense a Vienna il 4 novembre, il giorno prima che la flotta italiana entrasse nella rada di Pola.

### Fonti
1. 1 2 3 4 5 6 7 8 9  Regionalexpress.
2. 1 2  Austro-Hungarian Army.
3. ↑  Sondhaus 2014, p. 262.
4. ↑  Sondhaus 2014, p. 302.
5. ↑  Halpern 2004, p. 93.
6. 1 2  Halpern 2004, pp. 101-102.
7. ↑  Sondhaus 2014, p. 312.